# Pelourinho de Mesão Frio
O Pelourinho de Mesão Frio é um pelourinho localizado na freguesia de Mesão Frio (Santo André), município de Mesão Frio, distrito de Vila Real, em Portugal.
Encontra-se classificado como Imóvel de Interesse Público desde 1933.